# Gare de Tagolsheim
La gare de Tagolsheim est une gare ferroviaire française fermée de la ligne de Paris-Est à Mulhouse-Ville, située sur le territoire de la commune de Tagolsheim, dans le département du Haut-Rhin, en région Grand Est.
C'est une halte fermée de la Société nationale des chemins de fer français (SNCF), desservie jusqu'en juillet 2018 par des trains TER.

## Situation ferroviaire
Établie à 273 m d'altitude, la gare de Tagolsheim est située au point kilométrique (PK) 478,808 de la ligne de Paris-Est à Mulhouse-Ville, entre les gares ouvertes de Walheim et d'Illfurth.

## Histoire
Comme annoncé en 2017,, la SNCF a cessé de desservir cette halte le 8 juillet 2018,. Le dernier arrêt d'un train, sur la relation TER Belfort – Mulhouse, est donc intervenu la veille.